# Los robots del amanecer
Los robots del amanecer o Los robots de Aurora (título original en inglés: The Robots of Dawn) es una novela de ciencia ficción escrita por Isaac Asimov, publicada por primera vez en 1983 por la editorial Doubleday. Es la tercera novela de la Serie de los robots, protagonizada por el detective de la Tierra Elijah Baley. Esta novela supuso la vuelta de Asimov a la serie tras tres décadas, ya que las dos novelas anteriores, Las bóvedas de acero y El sol desnudo, habían sido escritas durante los 1950. La novela fue finalista al premio Locus a la mejor novela de ciencia ficción y al premio Hugo a la mejor novela en 1984.

## Contexto
Con Los robots del amanecer, Asimov comenzó a sentar las bases de la unificación de su serie de los robots con la serie de la Fundación. Según una editorial del propio autor en el número de octubre de 1983 de la revista Isaac Asimov's Science Fiction Magazine, Los límites de la Fundación (1982) introdujo referencias a la existencia de robots en el pasado del universo de la Fundación. Sin embargo, Asimov era consciente de que la descripción de la sociedad humana de los espaciales aparecida en las novelas previas de robots Las bóvedas de acero (1953) y El sol desnudo (1957) era incompatible con la del universo de la Fundación. Por ello, el autor decidió que el argumento de Los robots del amanecer "apunta[ra] el universo de Lije Baley en la dirección del universo de la Fundación". Dicha unificación de series se completaría en la siguientes novelas Robots e Imperio (1985) y Fundación y Tierra (1986), correspondientes cada una de ellas a una de dichas series.
Según algunas fuentes, Asimov comenzó a escribir la novela en la década de 1950, pero la completó años después introduciendo algunos cambios.[cita requerida]

## Sinopsis
El protagonista de la saga, el policía terrestre Elijah Baley, debe acudir a Aurora para resolver un crimen que puede tener consecuencias diplomáticas para la Tierra: Jander Panell, un robot humaniforme idéntico a R. Daneel Olivaw, se ha bloqueado y el ingeniero Han Fastolfe, es el principal y único sospechoso. Dado que Fastolfe es el principal promotor de la alianza entre Aurora y la Tierra, de ser encontrado culpable la relación entre ambos mundos podría romperse definitivamente.[cita requerida]

## Personajes

### Elijah Baley
Tras el éxito alcanzado en la misión llevada a cabo en el planeta Solaria (El sol desnudo), con tanta repercusión en la galaxia que incluso con el caso se realizó un ‘drama de hiperondas’, el detective Elijah Baley, ya con la clasificación C-7 en el bolsillo y con la expresión “¡Jehoshaphat!” siempre en la boca, es llamado a acudir al planeta Aurora para desentrañar otro misterio.
Frente al personaje aterrado ante la idea de abandonar la protección de la ciudad y poco amigo de los robots de anteriores novelas, en Los robots del amanecer la primera aparición del personaje se produce en el exterior de la ciudad, con el detective descansando a la sombra de un árbol y observando a un grupo de hombres que, como él, entrena para aclimatarse a las condiciones del mundo exterior y, como finalidad a más largo plazo, colonizar otros planetas. Su hijo, Bentley Baley, es precisamente la persona que lidera esta corriente colonizadora.
Precisamente el futuro de este anhelo está en relación con la nueva misión de Elijah Baley, ya que de su éxito dependerá que en el planeta Aurora, el más importante de los mundos espaciales, se imponga la postura del doctor Han Fastolfe, que está a favor de la participación de los terrícolas en la colonización de nuevos mundos, o que, por el contrario, la Asamblea Legislativa Mundial de Aurora apoye la tesis defendida por otro robotista, Kelden Amadiro, para quien la conquista de otros planetas debe hacerse mediante robots humaniformes y excluyendo a la Tierra de esta oportunidad.
A pesar de que el ‘drama de hiperondas’ se presentaba a un investigador “callado y juicioso, perspicaz y sutil”, es llamativo el pesimismo del personaje en Los robots del amanecer, al que además todos recuerdan que el actor que le dio vida en la dramatización era más atractivo. A este pesimismo contribuirá tanto el hecho de que si fracasa “quedará descartada toda esperanza de que los terrícolas puedan salir de su planeta y esparcirse por la galaxia”, como los pocos ánimos que recibe, ya que el enigma de la desconexión del robot humaniforme Jander Panell parece irresoluble. Sin embargo, gracias a su agudeza y a sus razonamientos lógicos, logrará salir airoso una vez más.
Sin embargo, durante esta aventura, Elijah Baley tendrá que enfrentarse a mucho más que a un enigma policíaco. En primer lugar, uno de los aspectos más destacados de esta novela de Isaac Asimov es su costumbrismo, ya que son numerosas las descripciones y los diálogos que versan sobre la relación de los auroranos con los robots, el tipo de alimentos que consumen, su actitud respecto a las relaciones sexuales o, entre otros muchos aspectos, los diferentes comportamientos entre ambos planetas a la hora de utilizar los denominados ‘personales’ (cuartos de aseo). Todas estas diferencias, que a veces agradan al investigador y otras provocan que vea a los habitantes de Aurora como excéntricos, suponen una dificultad añadida que llevan a decir a Baley: “¿Cómo podía, entonces, resolver aquel enrevesadísimo rompecabezas de la muerte de Jander, si a cada paso que daba se descubría sumido en la ignorancia?” Para rizar el rizo, el protagonista tendrá que extremar sus preocupaciones para que el desconocimiento de sus costumbres no ofenda a los auroranos, ya de por sí con una idea muy despectiva de los terrícolas.
En segundo lugar, Elijah Baley también tendrá que enfrentarse a sus miedos y, más concretamente, a su agorafobia. A pesar del entrenamiento que está llevando a cabo para acostumbrarse a vivir sin la protección de esas bóvedas de acero que protegen las ciudades terrícolas, el protagonista de Los robots del amanecer se ve obligado a hacer grandes esfuerzos, pero su determinación, ya que sabe que la adaptación al exterior es vital para la colonización, le hace salir victorioso y, finalmente, tal y como se narra al final del libro, logra disfrutar de “una paz tranquila, una paz sin prisas, una paz solitaria y apartada” de un jardín frente al “rumor continuo y el movimiento apresurado de las ciudades”. Así, frente a la inquietud que se sugiere en el primer capítulo, que concluye con el alivio de traspasar de nuevo el muro de la ciudad, el final, también bajo la sombra de un árbol, presenta a un Baley recuperado y capaz de disfrutar de la naturaleza. Pero este proceso no estará exento de traumas, empezando por el simple temor de tener que realizar de nuevo un viaje a otro planeta o el miedo a los vehículos voladores utilizados en Aurora, el impacto que le produce el uso de un aparato llamado ‘astrosimulador’ o, sobre todo, tener que enfrentarse a una tormenta.
No será esta la única evolución que Elijah Baley experimente durante su misión, ya que durante su presencia en Aurora también irá mejorando la percepción que el personaje tiene sobre los robots, un proceso que comienza ya en la primera novela de la serie, Las bóvedas de acero. El afectuoso reencuentro con el robot humaniforme Daneel Olivaw, que le acompañó en las otras dos misiones, prueba que ya es mucho el camino andado, pero a lo largo de Los robots del amanecer, el detective logra tener afecto por otro robot, Giskard Reventlov, que no tiene aspecto humano. Además, a lo largo de toda la narración Baley cree ver en los robots signos de emoción típicamente humanos, e incluso denunciará en los últimos capítulos comportamientos de los auroranos que, a su juicio, suponen una discriminación para las máquinas. El detective alcanzará así un equilibrio entre la excesiva dependencia de los auroranos por los robots y los prejuicios de los terrícolas hacia las máquinas.
Por último, Elijah Baley también tendrá que plantar cara en esta ocasión a sus sentimientos respecto a Gladia Delmarre, a la que libró de una acusación de homicidio durante su misión en Solaria y por la que siempre se ha sentido atraído. Este detalle no pasó inadvertido para los realizadores del ‘drama de hiperondas’, lo que pone celosa a la esposa de Baley, Jessie, y despierta la curiosidad de su hijo, que le pregunta si es ella y no la colonización el verdadero motivo por el que quiere viajar a Aurora. Aunque en un principio ambos parecen haber superado el enamoramiento, que físicamente no pasó de una caricia en la mejilla en el primer encuentro, el detective reconoce en el capítulo doce las ganas que tiene que estrechar entre sus brazos a Gladis y besarla justo después de recomendar a Santirix Gremionis, pretendiente de la mujer, que lo haga. Elijah y Gladia terminan haciendo el amor y, aunque el detective reconoce en el último capítulo que “me avergüenza tener que reconocer que, en este momento, me daría igual que la Tierra estallase en pedazos con tal de tenerte a ti”, reconocen finalmente que su amor es imposible y el investigador vuelve a la Tierra para seguir con el proyecto colonizador y deja a Gladia en manos de Santirix Gremionis.

### Daneel Olivaw
El robot humaniforme primogénito Daneel Olivaw vuelve a acompañar al detective Elijah Baley en una nueva misión y, aunque su personaje no tiene ya el mismo atractivo que en otras entregas, especialmente en Las bóvedas de acero, sigue manteniendo con Baley esclarecedores diálogos sobre la trama y las decisiones del detective, a quien además introduce en las peculiares costumbres aurorianas y al que protege con celo.
Al contrario de lo habitual, en Los robots del amanecer Elijah Baley tiene la oportunidad de salvar el pellejo al robot, ya que después del fallo irreparable ―o asesinato, según se mire― de Jander Panell se convierte en el único robot humaniforme. Esto le convierte en objeto de deseo para el robotista Kelden Amadiro, quien anhela conocer los secretos de esa tecnología al considerar que la colonización de otros mundos debe llevarse a cabo mediante estos robots. Sospechando de las intenciones de Amadiro, el detective obliga a Olivaw a huir y a dejarle solo cuando su vehículo es saboteado a pesar del deplorable estado en el que se encuentra el humano. A pesar de que se supone que Daneel Olivaw es uno de los robots más avanzados, no logra percibir claramente la situación y se niega a abandonar al detective, momento en el que se revela una inteligencia robótica superior, la de Giskard Reventlov.
Sobre Daneel Olivaw el doctor Han Fastolfe, creador de la criatura, dice que es "una obra de la que tengo la debilidad de sentirme orgulloso. Es el primero de su clase". Evidentemente, desconoce las potencialidades de Giskard.

### Giskard Reventlov
Aunque en un principio parece que el robot Giskard Reventlov, creado por el doctor Han Fastolfe, es un personaje secundario cuyo papel va a limitarse a escoltar a Elijah Baley durante su viaje y permanencia en Aurora, a medida que avanza el relato su protagonismo va haciéndose mayor y, al final, será la clave para la conclusión de la trama.
Han Fastolfe se refiere a él como su “mayordomo y mano derecha” y lo describe como “fuerte y robusto”, en realidad porque incluso él desconoce las posibilidades de Giskard, que a consecuencia de unas reprogramaciones introducidas en él por la robotista Vasilia Aliena, y de forma totalmente accidental, puede leer la mente de los humanos e incluso manipularla, aunque esto último sólo de manera leve, ya que de lo contrario pondría en peligro la integridad de las personas y, por lo tanto, ir contra la primera ley de la robótica, según la cual no se puede dañar a ningún ser humano.
Lo más interesante de este personaje es que es capaz de tomar decisiones por su cuenta y riesgo, sin consultar previamente a ningún ser humano, y por tener unos puntos de vista más amplios que sus semejantes. Así, Giskard Reventlov tiene inclinaciones políticas que le llevan a apoyar la participación de la Tierra en la colonización de nuevos mundos, y son precisamente estos principios los que le llevan, de forma independiente, a frenar los planes de Kelden Amadiro para hacerse con el secreto de los robots humaniformes, aunque esto suponga inutilizar a uno de ellos o a inducir a Fastolfe a que reclame la presencia de Elijah Baley al considerar que las cualidades de este detective pueden hacer que su causa triunfe finalmente. Además, tras analizar el comportamiento de Baley en un planeta extraño, y especialmente su obstinación por adaptarse al exterior, le hace reafirmarse en su idea de que los terrícolas, frente a los “acomodados” espaciales, son los más adecuados para llevar a cabo la colonización.
No termina aquí la importancia de este personaje, que reaparecerá en posteriores novelas, ya que él es también el encargado de “insertar” en la mente del doctor Han Fastolfe el concepto de psicohistoria, concepto que Isaac Asimov desarrolla en el Ciclo de Trántor y otras obras.
Como curiosidad, en un momento de la novela Fastolfe habla a Baley sobre Andrew Martin, un robot de leyenda que se fue haciendo humaniforme y adquiriendo sorprendentes habilidades, y a cuya propietaria llamada ‘Señorita’, precisamente igual que Giskard se refiere a Vasilia. En otro momento, Baley también recibe información sobre Susan Calvin, una de las pioneras de la robótica que, según la leyenda, logró fabricar un robot con facultades telepáticas cuyo cerebro se destruyó ante la imposibilidad de cumplir la primera ley. Protagonista de varios relatos del escritor, los robotistas de Aurora dicen de Calvin que “es una semidiosa para todos los espaciales, hasta el punto de que muy pocos espaciales que no sean roboticistas piensan en ella como una terrícola”.

### Han Fastolfe
Con una edad de ciento sesenta y cinco años métricos ―unos ciento veinticuatro años terrestres―, el doctor Han Fastolfe se vanagloria de ser uno de los mejores científicos, y sentencia que “nadie ignora que soy el roboticista teórico más sobresaliente de los Cincuenta Mundos”. No en vano es el único con los conocimientos necesarios para crear robots humaniformes y, también, el único con la habilidad precisa para causar en ellos un bloqueo mental permanente.
La sed de conocimiento lleva a Fastolfe a ir en contra de las costumbres de Aurora y a criar a una de sus dos hijas, Vasilia, con una intención experimental. Las manipulaciones y los traumas que esta actitud causa en la joven motivan la ruptura de Vasilia con Han Fastolfe, de quien la joven se convertirá en uno de sus principales enemigos. Tampoco tiene suerte el doctor con su otra hija, Lumen. A pesar de que en este caso nunca ha existido el contacto entre ambos, lo habitual en Aurora, Lumen es candidata a ocupar un cargo dentro del Partido Globalista, que defiende los intereses contrarios a los de Han Fastolfe en lo relativo a la colonización.
En cuanto a la postura política del doctor, es el máximo representante de la posición moderada y, por lo tanto, el más conveniente para los intereses de la Tierra, ya que apoya que este planeta debe tener un protagonismo primordial en el proceso colonizador. Los motivos que le llevan a tomar esta postura y a defenderla ante la Asamblea Legislativa Mundial de Aurora se basan fundamentalmente en la desilusión que le provoca el “acomodamiento” y la “decadencia” que caracteriza a los habitantes de Aurora ―precisamente el planeta que dio luz a una nueva era―, unas cualidades que pueden suponer que la humanidad sea absorbida por otras civilizaciones. En concreto, Fastolfe lidera el Partido Humanista, que defiende que todos los seres humanos tienen derecho a compartir la galaxia.
Al defender la corriente contraria, la globalista, la colonización mediante robots humaniformes y la exclusión de la Tierra, Fastolfe se niega a fabricar más robots de este tipo y a compartir sus conocimientos con el resto de robotistas. Su tozudez provoca que sobre él recaigan las sospechas de haberse embarcado en un programa de destrucción de robots humaniformes para impedir que sean utilizados en la colonización, pero él defiende que el bloqueo de Jander Panell se debió a un hecho fortuito.

### Kelden Amadiro
Aunque Kelden Amadiro fue en otros tiempos pupilo del doctor Han Fastolfe, su relación está ahora deteriorada y defiende en la Asamblea Legislativa los intereses del Partido Globalista en lo relativo a la colonización. Sin embargo, para llevar a buen fin sus ideales es necesaria la fabricación de robots humaniformes, motivo que le lleva a fundar el Instituto de Robótica de Aurora. Dada la negativa de Fastolfe de construir más y de compartir sus conocimientos, Amadiro opta por crear esta institución que aboga, frente al individualismo del maestro robotista, por mancomunar los esfuerzos de la comunidad científica y lograr así más fácilmente la creación de los ansiados robots. Sin embargo, el instituto no parece estar dando los frutos deseados, y Amadiro opta por métodos menos ortodoxos.
Este es el personaje de la novela que muestra una personalidad más compleja. Aunque con fama de reservado y de tener aires de superioridad, durante el primer encuentro con el detective Elijah Baley se mostrará afable. Se trata sólo de una apariencia, ya que los enfrentamientos dialécticos entre ambos personajes serán constantes, al igual que Amadiro no perderá ni una sola oportunidad para arruinar la misión del detective y enviarle de vuelta a la Tierra. Tampoco dudará en idear sutiles trampas y engaños contra sus rivales para robar información sobre los robots y conseguir los otros mundos se hagan a imagen y semejanza de Aurora.
Además de un destacado robotista, Kelden Amadiro es estudioso de la cultura terrícola. Así, además de reconocerse lector de Charles Dickens y Tolstoi y de haberlo intentado con William Shakespeare, es conocedor de las debilidades y los miedos de los terrícolas, lo que tratará de utilizar en su beneficio.

### Gladia Delmarre
Si el hijo de Bentley Baley está llamado a conseguir que la Tierra sea “el auténtico mundo del amanecer”, el destino reservado a Gladia (con el apellido Delmarre en El sol desnudo, aunque luego renuncia a utilizarlo) es el de llevar a cabo una revolución sexual y sentimental en Aurora.
Con treinta y cinco años de edad y dedicada al estilismo para robots, su vida en Solaria no fue feliz, y no solo por el asesinato de su marido, y en Aurora no le van a ir mejor las cosas. Frente a la represión sexual de su planeta originario, donde el coito se veía como una molesta obligación para procrear, en Aurora Gladia encuentra la promiscuidad y una manera de cortejar y hacer el amor que tienen más que ver con una “coreografía” que con ningún sentimiento. En estas circunstancias conoce a Jander Panell, robot que le presta Fastolfe para que realice unas pruebas con sus diseños, y comprueba que hasta el más mínimo detalle de su anatomía ha sido hecho como la de un hombre. Gracias a que Jander Panell no es humano, Gladia vence sus prejuicios de solariana en lo relativo a tocar a otras personas, y el robot le lleva a la plenitud sexual, alcanzando con él su primer orgasmo. Al haberla ayudado a terminar con una represión que la torturaba desde joven, Gladia se enamora del robot humaniforme y lo toma, simbólicamente, como su marido. Pero el bloqueo del robot la devuelve a la situación inicial, y cree que nunca volverá a tener una relación satisfactoria.
Sin embargo, poco después entra en escena el detective terrícola y le demuestra que sí va poder tener relaciones íntimas satisfactorias, incluso más completas porque el robot estaba programado sólo para servir y no para recibir nada de los humanos, dos aspectos que Gladia considera esenciales en el amor. Puesto que la relación entre Gladia y Elijah Baley es imposible por diversos motivos, el detective anima a Santirix Gremionis, pretendiente de la solariana y que, contra la costumbre de su planeta, se ha enamorado de ella, a que vuelva a insinuarse de la forma en la que le agradará a Gladia. Por si esto no da resultado, Baley se ayuda de Giskard para que manipule la mente de la mujer y le acepte, convencido de que entre los dos pueden cambiar el concepto que los auroranos tienen de las relaciones íntimas.
Gracias al encuentro sexual entre Gladia y Baley, el detective podrá saber cuál es la clave para resolver el enigma.

### Vasilia Aliena
A consecuencia de los “experimentos” a los que de pequeña fue sometida Vasilia Aliena por parte de su padre, el doctor Han Fastolfe, esta considera al insigne científico como “un demonio que hay que derrotar a toda costa”. Quizá no hay que buscar otro motivo para explicar la rotunda oposición de esta robotista de sesenta y seis años métricos ―equivalente a aproximadamente 45 años terrestres― a su padre, o para que apoye a Kelden Amadiro en todo posible con tal de que por fin pueda fabricar robots humaniformes. O quizá el motivo de este odio se encuentre en que Han Fastolfe la rechazara cuando Vasilia se le ofreció como esposa. O en la frustración sexual que la educación de su padre causó sobre Vasilia que, al parecer, es todavía virgen. "Me sometió a un ambiente anormal y a sutiles experimentos, sin tener ninguna consideración en absoluto hacia mí como persona humana", se queja Vasilia en un momento del libro, en el que también acusa a su progenitor de haber prestado a Jander a Gladia para que lo utilizara sexualmente, bloqueándolo después para ver la reacción de la solariana.
Los traumas no han impedido a Vasilia Aliena convertirse en una destacada robotista, algo para lo que desde siempre demostró tener talento a través de las reprogramaciones que realizó sobre Giskard, y que tuvieron más consecuencias de las sospechadas.
Elijah Baley pone de manifiesto el parecido físico entre Gladia y Vasilia.

### Santirix Gremionis
Estilista de profesión ―se define como “un artista de la personalidad”―, Santirix Gremionis es el hombre enamoradizo de Los robots del amanecer y, a la vez, el objeto del que se sirven Kelden Amadiro para llevar sus proyectos a buen puerto. No satisfecho con la forma de entender las relaciones íntimas en Aurora, ya que se muestra a favor de la monogamia, el peluquero y diseñador ve en la virginidad de Vasilia Aliena una esperanza para entablar con ella una relación más profunda, lo que le lleva a ofrecerse a ella repetidamente obteniendo siempre el rechazo como único resultado. Sin embargo, dado el parecido físico entre ambas y aprovechando la renuncia a la promiscuidad de Gladia, Vasilia anima a Gremionis a que se ofrezca a ella.
El personaje es así utilizado por Vasilia, que sabe que tampoco será aceptado por la mujer de Solaria, para dejar libre el camino hacia Jander Panell, del que pretender extraer los secretos para la construcción de robots humaniformes.

### Otros personajes
A lo largo de la trama de Los robots del amanecer aparecen varios personajes secundarios que se enumeran a continuación.
Jander Panell
Robot humaniforme asesinado en Aurora y que fue construido siguiendo el prototipo de Daneel Olivaw. Lo posee Gladia Solaria, que inicia una relación sentimental con él.
Los robots
Son multitud los robots que aparecen en la novela de Isaac Asimov, pero solo se mencionan los nombres de algunos de ellos. Así, están Gerónimo, del Departamento de Policía de la Tierra; Faber, uno de los cincuenta y siete robots que posee Han Fastolfe; Pandion, propiedad de Gladia y que sirve esporádicamente de escolta a Fastolfe; Borgraf, también de Gladia; Debrett, uno de los robots que Vasilia Aliena tiene en el Instituto de Robótica; y Brundij, propiedad del estilista Gremionis.
Rutilan Horder
Presidente de la Asamblea Legislativa Mundial de Aurora. Tiene trescientos treinta y un años y está considerado como un presidente eficaz, que trabaja a fondo y obtiene resultados.
Wilson Roth
Comisario tras la dimisión de Julius Enderby. Se muestra algo hostil para con Elijah Baley.
Lavinia Demachek
Subsecretaria del Departamento de Justicia que se encarga de explicar a Baley su misión.
Albert Minnim
Vicesecretario del Departamento de Justicia. Fue el responsable del envío de Elijah Baley a Solaria en El sol desnudo, pero luego rechaza las peticiones del agente para viajar a Aurora. En Los robots del amanecer aparece sólo mencionado.
Roj Nemennuh Sarton
Diseñador y supervisor de la construcción de Daneel Olivaw. Fue asesinado en Las bóvedas de acero. En esta novela sólo aparece una mención al personaje.
Fanya
Esposa actual del doctor Han Fastolfe. Según Gladia, "el actual matrimonio del doctor Fastolfe probablemente se disolverá pronto".
Fua Labord
Famoso escritor de Aurora cuya casa sobrevuelan en planeador.
Maloon Cicis
Ayudante de Kelden Amadiro en el Instituto de Robótica de Aurora.

## Información sobre el planeta Aurora
Salvo el primer capítulo, la acción de Los robots del amanecer transcurre en el planeta imaginario de Aurora, sobre el que Asimov nos ofrece algunos detalles en la novela.
El sol de Aurora se conoce en la Tierra como Tau Ceti, y está a 3,67 parsecs de la Tierra. El eje del planeta tiene una inclinación de 16 grados y tarda en dar la vuelta sobre sí mismo un total de 22 horas. El día aurorano se divide en 10 horas auroranas, y cada hora se divide en 100 minutos auroranos que, a su vez, se dividen en 100 segundos auroranos. El segundo aurorano equivale a unos 0,8 segundos terrestres.
Aurora gira en torno a su sol en 373,5 días auroranos o en unos 0,95 años terrestres. Aurora acepta 30 de sus días como equivalentes a un mes, y 10 meses como equivalentes a un año métrico. El año métrico equivale a unos 0,8 años estacionales o a unos tres cuartos de año terrestre. Diez días constituyen un decimés. Todos los mundos espaciales usan este sistema.
En cuanto a la historia del planeta, Aurora fue el primer planeta extrasolar colonizado por los terrícolas, que no encontraron problemas destacables en su asentamiento al no existir apenas ningún tipo de vida. Aunque en un primer momento lo llamaron Nueva Tierra, lo rebautizaron con el nombre de la diosa romana del amanecer al considerar que “toda la historia anterior de la humanidad era una noche oscura y sólo para los auroranos de aquel nuevo mundo se acercaba finalmente el día”.
El alejamiento de sus orígenes terrícolas se vio acelerado por dos cambios. El primero fue la creciente integración de los robots en todas las facetas de la vida y, el segundo, la prolongación de la vida. El centro administrativo del planeta es la ciudad de Eos, con 20.000 habitantes humanos.
En cuanto al gobierno, el principal órgano es la Asamblea Legislativa Mundial de Aurora, encabezada por un Presidente que no tiene exactamente poder ejecutivo, sino que es un moderador. Antiguamente este cargo decidía en el caso de que en la Asamblea se registrara un empate, pero tras un enfrentamiento que casi desemboca en guerra civil se opta por cambiar el sistema y el presidente pasa a desempeñar un papel de mediador. En el capítulo 17, Giskard Reventlov explica a Elijah Baley que el presidente “se mantiene por encima de las diferencias de opinión y sólo conserva su poder, que es nulo en teoría pero considerable en la práctica, mientras todos sigan considerándole neutral. Por ello, el presidente defiende celosamente su objetividad y, dado que habitualmente lo logra con éxito, suele ser él quien adopta las decisiones y soluciona las controversias en un sentido o en otro." El cargo se ocupa durante 30 años, y cabe la posibilidad de ser reelegido por otros 30. Pero si se produce una votación contraria a la recomendación del presidente, este debe dimitir.